# Pantoea agglomerans
Pantoea agglomerans – Gram (-), wokołorzęse bakterie występujące powszechnie na roślinach, izolowane czasami także od ludzi. Według starszej klasyfikacji gatunek zaliczany był m.in. do rodzaju Erwinia (jako Erwinia herbicola).
Bakteria fermentuje węglowodany, powoli rozkłada żelatynę i nie ma zdolności do dekarboksylacji aminokwasów. Izolowana jest często od pracowników zakładów zbożowych i jest możliwym czynnikiem etiologicznym (jako fitopatogen) gorączki zbożowej (zespołu toksycznego wywołanego pyłem organicznym).

## Synonimy
Inne, starsze nazwy tej bakterii to:

Enterobacter agglomerans Ewing and Fife 1972 
 Bacillus agglomerans Beijerinck 1888 
 Erwinia herbicola (Löhnis 1911) Dye 1964 
 Bacterium herbicola Löhnis 1911 
 Bacterium herbicola Geilinger 1921 
 Pseudomonas herbicola (Geilinger 1921) de’Rossi 1927 
Corynebacterium beticola Abdou 1969 
 Pseudomonas trifolii Huss